# Mátraháza

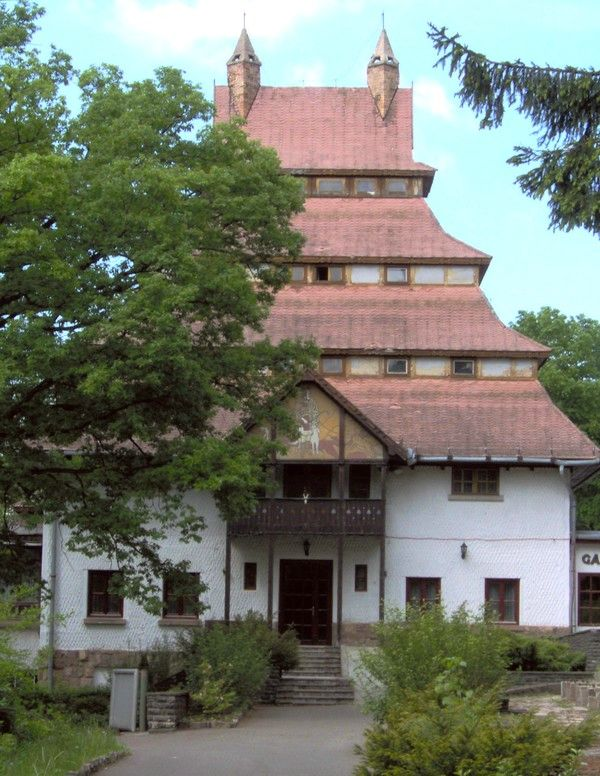

Mátraháza ist ein Erholungsort in der Mátra, der Teil der Stadt Gyöngyös ist.

## Geografie
Der Ort liegt auf dem Mátrakamm und hat eine Seehöhe von 650–700 m. 2 km nordöstlich liegt der Berg Kékes. Das Stadtzentrum von Gyöngyös liegt 10 km in Richtung Süden und ist über die Hauptstraße 24 zu erreichen.

## Geschichte
Im Jahr 1930 wurde das erste Haus, eine Herberge, errichtet. Das  an eine Pagode erinnernde Gebäude steht noch heute und wird als Hotel genutzt.

## Sehenswürdigkeiten
- Das im Jahre 2001 wieder eröffnete Pagoda Hotel,
- Die im Jahre 1942 errichtete Kirche,
- Der im Jahre 2001 fertiggestellte Naphimnusz park in der Nähe der Kirche,
- Die Skipiste Kékes - Mátraháza als längste Skipiste in Ungarn. Die Piste ist 1,8 km lang und hat einen Höhenunterschied von 330 m.

## Bildergalerie

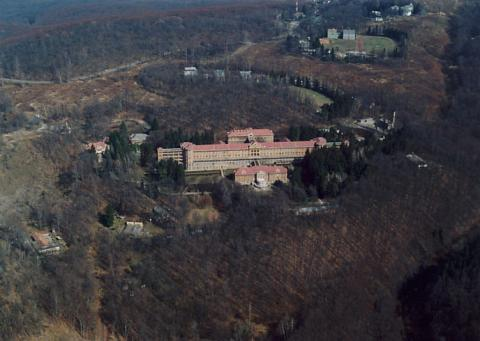
Luftaufnahme von Mátraháza